# 工藤泰成
工藤 泰成（くどう たいせい、2001年11月19日 - ）は、秋田県秋田市出身のプロ野球選手（投手）。右投左打。阪神タイガース所属。

## 経歴

### プロ入り前
秋田市立東小学校3年から野球を始め、能代市立能代第一中学校では投手と遊撃手でプレー。
中学校で野球を辞めるつもりであったが、野球好きな父の勧めもあり明桜高等学校でも野球部に入部。2年秋からベンチ入りし、3年春の東北大会では、準々決勝の対学校法人石川高等学校戦で7回1失点の投球、打っては逆転の2点適時打を放つ活躍で同校を14年ぶりの4強に導いた。夏の秋田県大会では秋田中央高等学校との決勝まで駒を進めるも、9回二死満塁で三振に倒れるなど好機を逸した末、延長戦で敗れ甲子園出場を逃した。1学年上に山口航輝と曽谷龍平、2学年下に風間球打がいた。
高校卒業後は東京国際大学に進学。2年秋からベンチ入りし、3年春から救援投手として登板を重ねるようになる。秋季大会ではエースとして先発を任され、150km/hを超える直球で注目の存在となった。同年にプロ志望届を提出するも、指名には至らなかった。

### 四国IL徳島時代
2024年に四国アイランドリーグplusの徳島インディゴソックスに入団。背番号は99。入団後はウエイトトレーニングに力を入れ、最速159km/hまで球速を向上させた。最終的に8勝1敗の成績で最多勝を獲得した。
2024年10月24日のプロ野球ドラフト会議で阪神タイガースから育成ドラフト1位指名を受けた。11月27日に支度金300万円、年俸300万円で仮契約を結んだ（金額はいずれも推定）。背番号は127。

### 阪神時代
2025年の春季キャンプからアピールを続け、3月6日に支配下登録への移行が発表。翌7日に契約を締結した。新たな背番号は24。推定契約金1000万円、年俸は420万円。同15日に行われたMLBプレシーズンマッチの対シカゴ・カブス戦（東京ドーム）に3番手として救援登板し、イアン・ハップ、カイル・タッカー、マット・ショウから空振り三振を奪う投球を見せた。その後も好調を維持し、育成指名された新人選手としては球団史上初となる開幕一軍を掴んだ。開幕2戦目となる3月29日の対広島東洋カープ戦（MAZDA Zoom-Zoomスタジアム広島）にて一軍公式戦初登板を果たした（0回2/3、1失点）。4月6日の対読売ジャイアンツ戦（東京ドーム）では、6回に二死一・三塁のピンチを招いた門別啓人の後を受け救援登板すると、甲斐拓也から三振を奪いプロ初ホールドを挙げた。同14日に登録を抹消されるも、5月1日に再登録。

## 選手としての特徴
右打者からボールが抜けてくるように見える荒々しい投球フォームが特徴。直球の最速は161km/h。変化球はカットボール、スライダー、フォークなどを投じる。フォークの習得は独立リーグ時代の終盤であったが、イアン・ハップ（カブス）やドミンゴ・サンタナ（ヤクルト）などから三振を奪える球となっている。コントロールを課題としている。
走力は50メートル走6秒2、遠投120m。
ベンチプレスは140kg。これは大谷翔平の120〜130kgを超えており、阪神のドラフト同期でも頭一つ抜きん出た数値である。他にも、デッドリフトも245kgを持ち上げる。

## 人物
趣味はサウナ、登山。プロ入り時に同じ秋田県出身で筋トレ好きの石井大智に弟子入りを宣言している。
屈強な筋肉の持ち主で独立リーグ時代は自炊で鶏胸肉、ブロッコリー、白米を1日4食摂取して筋肉を使っていた。また、新入団会見で上腕二頭筋を強調するボディビルポーズを披露している。

## 詳細情報

### 記録

#### NPB
初記録
- 初登板：2025年3月29日、対広島東洋カープ2回戦（MAZDA Zoom-Zoom スタジアム広島）、5回裏に2番手で救援登板、0回2/3を1失点[37]
- 初奪三振：同上、5回裏に二俣翔一から空振り三振[38]
- 初ホールド：2025年4月6日、対読売ジャイアンツ3回戦（東京ドーム）、6回裏に2番手で救援登板、0回1/3を無失点[26]

### 独立リーグでの年度別投手成績
出典はリーグのデータサイト。
| 年 度     | 球 団     | 登 板 | 先 発 | 完 投 | 完 封 | 無 四 球 | 勝 利 | 敗 戦 | セ 丨 ブ | ホ 丨 ル ド | 勝 率 | 打 者 | 投 球 回 | 被 安 打 | 被 本 塁 打 | 与 四 球 | 敬 遠 | 与 死 球 | 奪 三 振 | 暴 投 | ボ 丨 ク | 失 点 | 自 責 点 | 防 御 率 | W H I P |
| --------- | --------- | ----- | ----- | ----- | ----- | -------- | ----- | ----- | -------- | ----------- | ----- | ----- | -------- | -------- | ----------- | -------- | ----- | -------- | -------- | ----- | -------- | ----- | -------- | -------- | ------- |
| 2024      | 徳島      | 20    | 13    | 0     | 0     | 0        | 8     | 1     | 0        | 1           | .889  | 297   | 68.0     | 59       | 0           | 37       | -     | 2        | 71       | 5     | 0        | 24    | 22       | 2.91     | 1.41    |
| 通算：1年 | 通算：1年 | 20    | 13    | 0     | 0     | 0        | 8     | 1     | 0        | 1           | .889  | 297   | 68.0     | 59       | 0           | 37       | -     | 2        | 71       | 5     | 0        | 24    | 22       | 2.91     | 1.41    |

### 背番号
- 99（2024年[11]）
- 127（2025年[17] - 同年3月6日）
- 24（2025年3月7日[19][20][21] - ）